# Schistocomus sovjeticus
Schistocomus sovjeticus är en ringmaskart som beskrevs av Annenkova 1937. Schistocomus sovjeticus ingår i släktet Schistocomus och familjen Ampharetidae. Inga underarter finns listade i Catalogue of Life.